# Enterostomatherapie
Die Enterostomatherapie (kurz: Stomatherapie, Stomapflege, umgangssprachlich fälschlicherweise Stomaberatung) befasst sich mit Beratung, Pflege, Anleitung und Rehabilitation von Menschen, die vor dem Hintergrund unterschiedlicher Krankheitsbilder einen künstlichen Darm- oder Blasenausgang  (Entero- oder Urostoma) erhalten haben oder erhalten sollen, die an Stuhl- oder Harninkontinenz leiden oder von einer Wundheilungsstörung oder einer chronischen Wunde betroffen sind.
Der Stomatherapeut (auch: Pflegeexperte Stoma, Kontinenz und Wunde) ist ein bislang rechtlich nicht geschütztes Berufsbild. Die Qualifikation erfolgt im Rahmen einer Weiterbildung. Zugangsvoraussetzung ist in jedem Fall die staatlich anerkannte Ausbildung in einem Pflegeberuf sowie bei einigen Weiterbildungsträgern eine zweijährige Berufspraxis.
Stomaberatung findet dagegen im Umfeld eines Sanitätshauses oder eines Herstellers von Stomaversorgungen durch vertriebsorientiertes Personal statt, was dessen fachliche Qualifikation nicht ausschließt.

## Geschichte der Enterostomatherapie
Die Geschichte der Enterostomatherapie beginnt Ende der 1950er Jahre: Robert B. Turnbull, Chirurg an der Cleveland Clinic in Ohio, USA, und Norma N. Gill, Stomaträgerin, tauschten damals ihr Wissen und ihre Erfahrungen aus und erkannten den Mangel in der Ausbildung des Pflegepersonals in der speziellen Versorgung von Stomapatienten. Turnbull stellte daraufhin Gill zur Betreuung der Stomaträger in seiner Klinik ein und kreierte die Berufsbezeichnung Enterostomatherapeut. 1961 gründeten sie in Cleveland die erste Schule zur Ausbildung von Pflegefachpersonal für Enterostomatherapie. Dort wurde 1976 die Krankenschwester Anneliese Eidner zur ersten Stomatherapeutin in Deutschland ausgebildet.  
In den 1970ern breitete sich die Enterostomatherapie als Zusatzqualifikation im Rahmen der Gesundheits- und Krankenpflege schnell weltweit aus. Australien, Kanada, Großbritannien, Neuseeland und Südafrika waren die ersten Länder, die sich mit diesem neuen Bereich befassten. Als sich der World Council of Enteromal Therapists (WCET) 1978 gründete, repräsentierten die 30 anwesenden Enterostomatherapeuten bereits 15 Länder. Norma N. Gill wurde zur ersten Präsidentin des WCET gewählt.
Im Jahr 1968 war in den USA die North American Association of Enterostomal Therapists gegründet worden, die später in International Association for Enterostomal Therapy umbenannt wurde und seit 1992 Wound, Ostomy and Continence Nurses Society (WOCN) heißt. Auch hier gehörte Norma N. Gill zu den Gründungsmitgliedern. 
Die Gründung der ersten deutschen Schule für Enterostomatherapie erfolgte 1978. Im Jahr 1979 wurde die Deutsche Vereinigung der Enterostomatherapeuten (DVET) ins Leben gerufen. Sie entwickelte in Kooperation mit dem Deutschen Berufsverband für Pflegeberufe (DBfK) ein berufsbegleitendes, zweijähriges Weiterbildungskonzept. Die Berufsverbände DVET e. V. und ECET – Deutschland e. V. wurden 2010 zur Fachgesellschaft Stoma, Kontinenz und Wunde (FgSKW) vereinigt.

## Tätigkeitsfelder der Enterostomatherapie
Nach der Fachgesellschaft Stoma, Kontinenz, Wunde e. V. ergeben sich für Pflegeexperten SKW unter anderen folgende Aufgaben:
- pflegetherapeutische Interventionen in den Bereichen Stoma, Kontinenz und Wunde; Präventionsmaßnahmen und Komplikationsbehandlung, Hilfsmitteleinsatz
- Information, Beratung, Schulung und Anleitung der Betroffenen zur Selbstversorgung und Anpassung
- rechtzeitiges Erkennen, Vermeiden und Beheben von Stoma-, Kontinenz- oder Wundkomplikationen
- Beratung, Anleitung und Schulung des multiprofessionellen Teams
- Koordination der Schnittstellen im interdisziplinären Team, Case Management, Entlassmanagement

Die Pflegeexperten SKW können in der prä- und postoperativen Phase in der Akutklinik, während einer stationären oder ambulanten Rehabilitation sowie in der 
häuslichen Versorgung tätig sein.

### Begleitung des Patienten vor und nach der Stomaanlage
Die Arbeit mit dem Patienten beginnt bereits vor der Operation. Ein präoperatives Gespräch sollte dem Patienten Raum für Fragen und Gedanken bieten und geeignet sein, Ängste und Vorbehalte zu vermindern, um durch eine positive Teilnahme an der Therapie eine schnellere Erholung von der Operation zu begünstigen. Im nächsten Schritt wird die optimale Position des Stomas im Sitzen, Liegen und Stehen auf dem Bauch des Patienten angezeichnet, um Komplikationen vorzubeugen, die sich beispielsweise bei einer Stomaanlage in Hautfalten ergeben könnten. Ziel ist es, die Lebensqualität des Patienten so umfangreich wie möglich zu erhalten. Der Patient wird während des gesamten Krankenhausaufenthaltes begleitet. Auf Wunsch wird Kontakt mit dem Selbsthilfeverband Deutsche ILCO vermittelt, der mit 335 Darmzentren kooperiert.
Neben der fortlaufenden Beurteilung des frisch angelegten Stomas und der ordnungsgemäßen Funktion desselben soll der Patient in diesem Rahmen psychisch stabilisiert und an die Selbstversorgung seiner Ausscheidungsöffnung herangeführt werden. Bei Entlassung aus dem Krankenhaus soll der Patient im Umgang mit seinem Stoma ganz oder zumindest teilweise selbstständig agieren können.
Wurde die Stomapflege im Krankenhaus durch eine dort tätige Pflegekraft übernommen, erfolgt mit der Entlassung zumeist der Wechsel in die Betreuung durch ambulante Fachpflege, die der Patient sich zumeist selbst suchen muss. Ist es im Krankenhaus noch nicht geschehen, beginnt zunächst die Suche nach einem optimalen Versorgungssystem für den Patienten. Daneben gibt die enterostomatherapeutische Fachkraft dem Patienten alle erforderlichen Auskünfte zum Schutz der Haut um das Stoma, zur Vorbeugung gegen Komplikationen, zur Ernährung, zur Wiederaufnahme der Arbeit, zu Freizeitbeschäftigung und Sport sowie zu Intimsphäre und Sexualität. Daneben können auch psychische Probleme sowie Gespräche mit den Angehörigen in den Vordergrund rücken. Die ordnungsgemäße Funktion und das Aussehen des Stomas sollten in der Anfangszeit noch regelmäßig begutachtet werden. Besondere Erfordernisse der persönlichen Begleitung können bei Auftreten von Komplikationen, im Rahmen spezieller Erkrankungen oder beispielsweise auch als Folge einer Radio- und Chemotherapie notwendig werden.

### Inkontinenz
Harn- und Stuhlinkontinenz sind Leiden, die oft vor der Umgebung verborgen werden, die die Lebensqualität aber schwerwiegend belasten können. In diesem Bereich ist die Enterostomatherapie zuständig für Hilfe bei der Bestimmung der Art der Inkontinenz, für die Beratung des Patienten über mögliche Behandlungsmethoden sowie für die Vermittlung an andere Behandlungsinstanzen wie beispielsweise Urologen, Chirurgen oder auch Physiotherapeuten für eine eventuell notwendige Beckenbodengymnastik. Daneben stellt die enterostomatherapeutische Fachkraft entsprechende Hilfsmittel vor. Die Patientenbetreuung im Rahmen einer Inkontinenz kann sowohl in ambulanten Zentren als auch zu Hause erfolgen.

### Wundversorgung
Enterostomatherapeutische Fachkräfte können die Wundbehandlung und/oder Beratung im Falle von Ulcus cruris, Dekubitus, diabetisch bedingten Wunden, Nahtinsuffizienzen, onkologischen Wunden, Steissbeinfisteln, bei Verbrennungen 1. und 2. Grades und für alle weiteren Wundarten, die eine Überwachung der Heilung erfordern, anbieten. Die Betreuung der Wunden durch die Enterostomatherapie erfolgt mit Einverständnis und gegebenenfalls nach Weisung des Arztes. Enterostomatherapeuten sind auch dafür zuständig, andere Pflegekräfte oder Begleit- und Bezugspersonen über die Anwendung moderner Methoden der Wundbehandlung zu unterrichten. Sie fungieren so unter anderem als Sachverständige im klinischen Bereich. Die Betreuung von Wundpatienten kann sowohl stationär als auch ambulant oder zu Hause erfolgen.

### Künstliche Ernährung
Die Weiterbildung im Bereich der künstlichen Ernährung wird noch nicht von allen Weiterbildungsträgern angeboten. Sie ermöglicht Enterostomatherapeuten die professionelle Beratung und Versorgung von Ernährungssonden sowie die Beratung und Betreuung vor dem Hintergrund von Verdauungsstörungen, die gegebenenfalls eine parenterale Ernährung mittels Spritze, Infusion oder Diät notwendig machen.
In allen Bereichen der Enterostomatherapie ist die Fachkraft neben der unmittelbaren Versorgung des Patienten mit der persönlichen Begleitung, Unterstützung und Anleitung von Patienten, Angehörigen und anderen Bezugspersonen befasst. Thematisch kann die persönliche Begleitung mit der Krankheit, der Krankheitsprognose, mit Behinderung oder auch dem Sterben in Zusammenhang stehen.

### Forschung und Lehre
Im Rahmen von Forschung und Lehre können Enterostomatherapeuten mit der Ausbildung von Pflegepersonal und Pflegeschülern sowie der fachlichen Beratung und Anleitung von Pflegefachkräften und anderen Berufsgruppen des Gesundheitswesens betraut sein. Auch eine Tätigkeit im Rahmen pflegewissenschaftlicher und medizinischer Studien ist möglich.

### Weitere Tätigkeitsfelder
Enterostomatherapeutisches Fachpersonal hat zudem die Qualifikation an der Planung, Durchführung, Überwachung und Dokumentation von pflegerischen Maßnahmen beteiligt zu sein sowie bei der Erstellung von Pflegekonzepten, Pflegestandards, Behandlungs- und Pflegerichtlinien mitzuwirken. Zu den allgemeinen Grundkenntnissen gehören Einleitung situationsgerechter Sofortmaßnahmen und pflegerisches Handeln in Notfallsituationen, des Weiteren die Planung und Organisation des pflegerischen Ablaufes einschließlich Überleitungspflege und Entlassungsmanagement sowie die interdisziplinäre Zusammenarbeit mit dem Hausarzt, Selbsthilfegruppen, Altenheimen und ambulanten Pflegediensten.

## Weiterbildung
Je nach Weiterbildungsträger sind unterschiedliche Bezeichnungen für den Berufsausübenden üblich:
Die Berufsbezeichnung Enterostomatherapeut (ET) mit weltweiter Anerkennung WCET (World Council of Enterostomal Therapists) kann zusätzlich zur bisherigen Ausbildungsbezeichnung aber auch alleine geführt werden.
In Deutschland wurde von der Fachgesellschaft Stoma, Kontinenz, Wunde e. V. (FgSKW) eine zertifizierte Weiterbildung zum Pflegeexperten Stoma, Kontinenz und Wunde entwickelt, die von verschiedenen Bildungsträgern angeboten wird. Dieses Weiterbildungskonzept basiert auf der Grundlage des gemeinsamen Berufsbildes aller Pflegefachberufe (Berufsbild des Deutschen Berufsverbandes für Pflegeberufe, 1997) und auf dem ICN-Codex 2001 des International Council of Nurses. Bezeichnungen wie beispielsweise Pflegefachkraft für Stoma und Inkontinenz kennzeichnen ältere Weiterbildungskonzepte,